# Caroline Campbellová, vévodkyně z Argyllu
Caroline Campbellová, vévodkyně z Argyllu (16. prosince 1774 – 16. června 1835, Dumbarton), dříve lady Caroline Elizabeth Villiersová a Caroline Pagetová, lady Pagetová, byla až do rozvodu v roce 1810 manželkou Henryho Pageta, budoucího markýze z Anglesey, a následně manželkou George Campbella, 6. vévody z Argyllu, přítele jejího prvního manžela.

## Život
Byla dcerou George Villierse, 4. hraběte z Jersey, a jeho manželky Frances. Provdala se 5. července 1795 v Londýně za lorda Pageta, který byl v té době poslancem za Carnarvon. Byl synem hraběte z Uxbridge. Její matka byla jednou z milenek krále Jiřího IV.
Měli osm dětí:
- Lady Caroline Pagetová (6. června 1796 – 12. března 1874), která se provdala za Charlese Gordon-Lennoxe, 5. vévodu z Richmondu.
- Henry Paget, 2. markýz z Anglesey (6. července 1797 – 7. února 1869), který se oženil s Eleanorou Campbellovou, vnučkou Johna Campbella, 5. vévody z Argyllu.
- Lady Jane Pagetová (13. října 1798 – 28. ledna 1876), která se provdala za Francise Conynghama, 2. markýze Conynghama.
- Lady Georgina Pagetová (29. srpna 1800 – 9. listopadu 1875), která se provdala za Edwarda Croftona, 2. barona Croftona.
- Lady Augusta Pagetová (26. ledna 1802 – 6. června 1872), která se provdala za Arthura Chichestera, 1. barona Templemorea.
- Kapitán lord William Paget (1. března 1803 – 17. května 1873), který se oženil s Frances de Rottenburg, dcerou Francise de Rottenburg.
- Lady Agnes Pagetová (11. února 1804 – 9. října 1845), která se provdala za George Bynga, 2. hraběte ze Straffordu; byli rodiči George Bynga, 3. hraběte ze Straffordu, Henryho Bynga, 4. hraběte ze Straffordu, a Francise Bynga, 5. hraběte ze Straffordu.
- Lord Arthur Paget (31. ledna 1805 – 28. prosince 1825)

Portrét Caroline se synem Henrym od Johna Hoppnera je uložen v jejím domě Plas Newydd a nyní je v péči National Trust.
V roce 1810, před Pagetovým povýšením do šlechtického stavu, se pár rozvedl v důsledku jeho románku s lady Charlotte Wellesleyovou, jejíž manžel Henry Wellesley, 1. baron Cowley, byl bratrem vévody z Wellingtonu. Charlottin bratr Henry Cadogan vyzval Pageta na souboj, ale ani jeden nebyl zraněn.
Caroline poté požádala u skotských soudů o rozvod. Pár se rozvedl v listopadu 1810. Její druhá svatba s vévodou z Argyllu se konala v Canongate v Edinburghu jen o tři týdny později. Bylo to jediné vévodovo manželství a nevzešly z něj žádné děti. Údajně řekla vévodkyně Pagetovu bratrovi, že nikdy předtím nepoznala „takovou míru blaženosti“.
Vévodkyně zemřela v Dumbartonu ve Skotsku ve věku 60 let a byla pohřbena na hřbitově Kensal Green v Londýně.